# Valdemar Magnusson
Valdemar Magnusson, född under första hälften av 1280-talet, död i fångenskap på Nyköpingshus 1318, begravd i Storkyrkan i Stockholm, svensk prins, hertig av Finland 1302. Son till kung Magnus Ladulås och Helvig av Holstein, bror till kung Birger och hertig Erik Magnusson. 
Valdemar blev vid sin äldste broder Birgers kröning år 1302 upphöjd till hertig av Finland. 
Hans levnadsöde är nära förknippat med sin äldre bror Eriks då Erik hade stort inflytande på Valdemar. Valdemar dog jämte Erik som Birgers fånge på Nyköpingshus 1318.
Valdemar gifte sig första gången efter 2 december 1302 med Kristina Tyrgilsdotter, dotter till marsken Torgils Knutsson och Birgitta, men lät skilja sig från Kristina 9 december 1305 under förevändning att de var dopsyskon, då Torgils burit Valdemar till dopet. Detta inträffade tre dagar efter att kung Birger genom en uppgörelse med Valdemar och Erik låtit arrestera Torgils, för att sedan avrätta denne. 
Valdemar gifte sig andra gången i Oslo den 29 september 1312 med prinsessan Ingeborg Eriksdotter av Norge (Ingebjørg Eiriksdatter).